# Big Nate
Big Nate est une série d'animation américaine en 36 épisodes de 22 minutes créée par Mitch Watson et diffusée à partir du 17 février 2022 sur Paramount+. Il s'agit d'une série originale de Lincoln Peirce, issue de la série de livres et de bandes dessinées éponyme.
En France, la série est diffusée depuis le 3 octobre 2022 sur Nickelodeon et Gulli depuis le 28 août 2024.

## Synopsis
La série suit les aventures et les mésaventures de Nate Wright, un élève de sixième de 11 ans débrouillard, espiègle et passionné de dessins animés. Que ce soit à la maison ou à l’école, Nate connaît bien les défis. Malin, il se débrouille toujours pour s’attirer des ennuis. Il ne part jamais à l’aventure sans ses amis Chad, Teddy, Dee Dee et Francis.

## Distribution

### Voix originales
- Ben Giroux : Nate Wright/Big Nate
- Dove Cameron : Ellen Wright
- Rob Delaney : Martin Wright
- Arnie Pantoja : Teddy Ortiz
- Charlie Schlatter : Chad Applewhite
- Kevin Michael Richardson : Directeur Nichols
- Carolyn Hennesy : Mme. Godfrey
- Daniel MK Cohen : Francis Pope
- Bryce Charles : Dee Dee Holloway

### Voix françaises
- Damien Hartmann : Nate
- Charlotte Hervieux : Jenny Jenkins
- Arnaud Laurent : Nolan
- Diane Kristanek : Dee Dee
- Gérard Darier
- Gilduin Tissier
- Jean Philippe Pertuit
- Jean-Pierre Leblan
- Thierry Desroses : Principal Nichols

Version française
- Société de doublage : Lylo
- Direction artistique : Elisa Bourreau
- Adaptation des dialogues : Mélanie Bréda, Marie-Ange Teuwen

## Production

### Développement
La série devait initialement être diffusée sur Nickelodeon en septembre 2021. Cependant, en décembre 2021, avec le casting, il a été annoncé qu'il serait présenté en première au sein de Paramount+ début 2022, la diffusion est prévu plus tard le 17 février. Le 3 août 2022, il a été annoncé que neuf nouveaux épisodes sortiraient sur Paramount+ le 19 août 2022. La série a commencé à être diffusée sur Nickelodeon le 5 septembre 2022.
Le 24 mars 2022, la série a été renouvelée pour une deuxième saison de dix épisodes. Le 3 août 2022, il a été annoncé que dix épisodes supplémentaires avaient été commandés pour la deuxième saison. La première partie de la saison étant sorti le 7 juillet 2023 au États Unis.
Le 29 mars 2024, Paramount+ purge dix séries pour enfants de son catalogue pour raisons économiques, laissant en suspens dix épisodes non diffusés de Big Nate.

### Fiche technique
- Titre : Big Nate
- Réalisation : Mitch Watson, Kimberly Mills
- Scénario : Sarah Allan
- Musique : Frederik Wiedmann
- Direction artistique : David Skelly
- Son : Michael Wessner
- Casting : Amanda Goodbread
- Production : Jim Mortensen, Amy McKenna, Mitch Watson
- Sociétés de production : John Cohen Productions Nickelodeon Animation Studio
- Sociétés de distribution :
- Pays d'origine :  États-Unis
- Langue originale : anglais
- Format : couleur - HDTV - 16/9 - Dolby Digital 5.1
- Genre : Série d'animation, Aventure, Comédie
- Nombre de saisons : 2
- Nombre d'épisodes : 36
- Durée : 22 minutes
- Dates de première diffusion :
  - États-Unis : 17 février 2022
  - France : 3 octobre 2022

## Épisodes
| Saison | Saison | Épisodes | États-Unis      | États-Unis       | France          | France        |
| Saison | Saison | Épisodes | Début de saison | Fin de saison    | Début de saison | Fin de saison |
| ------ | ------ | -------- | --------------- | ---------------- | --------------- | ------------- |
|        | 1      | 26       | 17 février 2022 | 26 décembre 2022 | 3 octobre 2022  | NC            |
|        | 2      | 20       | 7 juillet 2023  | NC               | NC              | NC            |

### Saison 1 (2022)
| No | Titre français                 | Titre original                  | Diffusion originale | Code prod. |
| -- | ------------------------------ | ------------------------------- | ------------------- | ---------- |
| 1  | La légende du guntage          | The Legend of the Gunting       | 17 février 2022     | 101        |
| 2  | Bon anniversaire, Nate         | Go Nate, It's Your Birthday     | 17 février 2022     | 102        |
| 3  | La Saint Valentin de l'horreur | Valentine's Day of Horror       | 17 février 2022     | 103        |
| 4  | CHATastrophe                   | CATastrophe                     | 17 février 2022     | 104        |
| 5  | Le bouton                      | The Pimple                      | 17 février 2022     | 105        |
| 6  | La Belle et le Fuyard          | Belles A Ringin                 | 17 février 2022     | 106        |
| 7  | Les Chambouleurs Temporels     | Time Disruptors                 | 17 février 2022     | 107        |
| 8  | Les campeurs de l'extrême      | Wilderness Warriors             | 17 février 2022     | 108        |
| 9  | Titre en français inconnu      | Best Laid Cell Plans            | 19 août 2022        | 109        |
| 10 | Titre en français inconnu      | Game Over                       | 19 août 2022        | 110        |
| 11 | Titre en français inconnu      | Til Death Do We Rock            | 19 août 2022        | 111        |
| 12 | Titre en français inconnu      | Randy's Mom Has Got It Goin' On | 19 août 2022        | 112        |
| 13 | Titre en français inconnu      | Ghostly Coven of Man Witches    | 19 août 2022        | 113        |
| 14 | Titre en français inconnu      | The Future is Fuzzy             | 19 août 2022        | 114        |
| 15 | Titre en français inconnu      | The Big Freeze                  | 19 août 2022        | 115        |
| 16 | Titre en français inconnu      | The Curse of the Applewhites    | 19 août 2022        | 116        |
| 17 | Titre en français inconnu      | The Thing That Wouldn't Leave   | 19 août 2022        | 117        |
| 18 | Titre en français inconnu      | Kindness Wars                   | 26 décembre 2022    | 118        |
| 19 | Titre en français inconnu      | Wait Until Dark                 | 26 décembre 2022    | 119        |
| 20 | Titre en français inconnu      | The Square Root of Teddy        | 26 décembre 2022    | 120        |
| 21 | Titre en français inconnu      | Six-Tween Candles               | 26 décembre 2022    | 121        |
| 22 | Titre en français inconnu      | It’s Lonely at The Top          | 26 décembre 2022    | 122        |
| 23 | Titre en français inconnu      | Nate in Shining Armor           | 26 décembre 2022    | 123        |
| 24 | Titre en français inconnu      | Bro-king Up Is Hard To Do       | 26 décembre 2022    | 124        |
| 25 | Titre en français inconnu      | Nate on a Hot Tin Roof          | 26 décembre 2022    | 125        |
| 26 | Titre en français inconnu      | The April Fool                  | 26 décembre 2022    | 126        |

### Saison 2 ( 2023)
| No | #  | Titre français            | Titre original                        | Diffusion originale | Code prod. |
| -- | -- | ------------------------- | ------------------------------------- | ------------------- | ---------- |
| 27 | 1  | Titre en français inconnu | The Curse of Eewcorpico, Part 1       | 7 juillet 2023      | 101        |
| 28 | 2  | Titre en français inconnu | The Curse of Eewcorpico, Part 2       | 7 juillet 2023      | 102        |
| 29 | 3  | Titre en français inconnu | Mouth Brow Madness                    | 7 juillet 2023      | 103        |
| 30 | 4  | Titre en français inconnu | Flavor Blasted Beardy Yum Yums        | 7 juillet 2023      | 105        |
| 31 | 5  | Titre en français inconnu | Bum Rap                               | 7 juillet 2023      | 106        |
| 32 | 6  | Titre en français inconnu | A Star is Torn                        | 7 juillet 2023      | 107        |
| 33 | 7  | Titre en français inconnu | Valentine’s Day of Horror: Chapter ll | 7 juillet 2023      | 108        |
| 34 | 8  | Titre en français inconnu | Nate Wright’s Day Off                 | 7 juillet 2023      | 108        |
| 35 | 9  | Titre en français inconnu | Rackleff’s G.O.A.T.                   | 7 juillet 2023      | 109        |
| 36 | 10 | Titre en français inconnu | The Ballad of Big Nate                | 7 juillet 2023      | 110        |